# Sevar
Sevar byl bulharský chán vládnoucí zhruba mezi lety 738–754. O jeho panování nejsou k dispozici dostatečné informace, je pouze pravděpodobné, že mezi ním a byzantským císařem Leonem III. panoval po dobu vlády obou panovníků mír. Sevar byl posledním panovníkem z rodu Dulo, jeho smrtí tento rod vymřel, nebo byl svými odpůrci odstraněn.